# Lago do Passo
Lagoa do Passo é uma lagoa brasileira localizada no estado do Rio Grande do Sul.